# Don’t Go
«Don’t Go» (в переводе с англ. — «Не уходи») — песня британского электронного дуэта Yazoo, второй сингл из их дебютного студийного альбома Upstairs at Eric’s. Вышел 5 июля 1982 года на лейбле Mute.

## О песне
Песня была выпущена в поддержку готовившегося к выходу дебютного альбома. «Don’t Go» достигла третьей строчки британского сингл-чарта, став, вслед за дебютным синглом дуэта, «Only You», вторым синглом, попавшими в лучшую пятёрку. В США, где дуэт был известен под названием Yaz, песня стала вторым хитом, достигнувшим первой строчки танцевального чарта журнала Billboard, пробыв на этой позиции две недели в октябре (первой песней дуэта, занявшей в Америке первое место, была «Situation», попавшая в чарт ранее в том же году).
Песня заново вошла в британский танцевальный чарт в конце 2009 года, и продержалась там до начала 2010-го.

## Музыкальный видеоклип
Видеоклип на «Don’t Go» снял режиссёр Крис Гэбрин. В нём Винс Кларк и Элисон Мойе исполняют песню в мрачном особняке, в котором везде паутина в пыли, горят чёрные свечи, привидение оставляет на полу грязные следы, по комнатам летает летучая мышь, посреди лаборатории на операционном столе лежит мертвец, которого одетый в белый халат Кларк оживляет, дёрнув двумя руками вниз огромный рубильник.

## Список композиций
| №  | Название       | Автор(ы)    | Длительность |
| -- | -------------- | ----------- | ------------ |
| 1. | «Don’t Go»     | Винс Кларк  | 2:53         |
| 2. | «Winter Kills» | Элисон Мойе | 4:02         |

| №  | Название                                     | Длительность |
| -- | -------------------------------------------- | ------------ |
| 1. | «Don’t Go (Re-Mix)» (Extended Version)       | 3:59         |
| 2. | «Don’t Go (Re-Re-Mix)» (Extended Version)    | 4:09         |
| 3. | «Winter Kills (Not Re-Mixed)» (Not Extended) | 3:53         |

- Би-сайд сингла, «Winter Kills», не имеет продлённых ремиксовых версий, в связи с чем на конвертах ремиксовых версий релиза прямо указано: «не ремиксовая версия», «не продлённая версия».
- На американских 12" изданиях, выпущенных лейблом Sire, неправильно напечатано время звучания версий заглавного трека: «Re-mix» — 5:08 и «Re-re-mix» — 3:20.

| Год  | Чарт                                         | Позиция |
| ---- | -------------------------------------------- | ------- |
| 1982 | Kent Music Report                            | 6       |
| 1982 | Австрия (Ö3 Austria Top 40)                  | 6       |
| 1982 | Бельгия/Фландрия (Ultratop 50)               | 1       |
| 1982 | IFOP                                         | 3       |
| 1982 | Германия (GfK)                               | 4       |
| 1982 | Ирландия (IRMA)                              | 4       |
| 1982 | FIMI                                         | 29      |
| 1982 | Нидерланды (Dutch Top 40)                    | 2       |
| 1982 | Нидерланды (Single Top 100)                  | 6       |
| 1982 | Новая Зеландия (Recorded Music NZ)           | 22      |
| 1982 | Springbok Radio                              | 9       |
| 1982 | AFYVE                                        | 4       |
| 1982 | Швеция (Sverigetopplistan)                   | 5       |
| 1982 | Швейцария (Schweizer Hitparade)              | 2       |
| 1982 | Великобритания (OCC UK Singles)              | 3       |
| 1982 | Hot Dance/Disco                              | 1       |
| 1999 | Бельгия/Фландрия (Ultratip Bubbling Under)   | 17      |
| 1999 | Billboard Hot Dance Club Play                | 16      |
| 1999 | Billboard Hot Dance Music/Maxi-Singles Sales | 8       |
| 2000 | Франция (SNEP)                               | 91      |
| 2009 | Великобритания (OCC UK Dance)                | 30      |
| 2010 | Великобритания (OCC UK Dance)                | 15      |

| Чарт (1982)             | Позиция |
| ----------------------- | ------- |
| Kent Music Report       | 70      |
| () Ultratop 50 Flanders | 9       |
| IFOP                    | 31      |
| Dutch Top 40            | 24      |
| Single Top 100          | 46      |

| Страна               | Сертификация | Продажи |
| -------------------- | ------------ | ------- |
| Франция              |              | 515,000 |
| Великобритания (BPI) | серебряный   | 250,000 |

## В культуре
- «Танго и Кэш» (1989)
- Сериал «Американцы» (3 сезон, 4 серия)
- Видеоигра Grand Theft Auto: Vice City Stories (на радиостанции Wave 103)
- Dance Dance Revolution II[англ.].